# Città del decimo Ramadan
Città del decimo Ramadan è una città dell'Egitto, situata nel Governatorato di Sharqiyya. Fa parte della prima generazione di città fondate dall'Autorità per le nuove comunità urbane.